# Allan Botschinsky
Allan Botschinsky (født 29. marts 1940 i København - død 26. november 2020) var en dansk jazztrompetist, komponist, arrangør og producent. Han var i en årrække kapelmester ved Dansk Melodi Grand Prix.

## Uddanneles og karriere
Efter endt uddannelse ved Det Kongelige Danske Musikkonservatorium i 1955 spillede Botschinsky i Ib Glindemanns orkester, derudover med Bent Jædig og besøgende amerikanske jazzmusikere såsom Kenny Dorham, Dexter Gordon, Thad Jones, Ben Webster og Oscar Pettiford.
Stilmæssigt blev Allan Botschinsky påvirket af Miles Davis.
Ophold i New York mellem 1963 og 1964 for at læse ved Manhattan School of Music.
Botschinsky var medlem af Radiojazzgruppen fra dets start i 1961, og han spillede med Danmarks Radios Big Band fra 1964 til 1982. Desuden var han medlem, senere leder af fusionsgruppen Underground Railroad.
Medvirkende til tegnefilmen Bennys badekar, hvor han lagde stemmen til søhesten.
Kapelmester ved Dansk Melodi Grand Prix fra 1979 til 1983.
Botschinsky flyttede til Hamborg i 1985, hvor han spillede med Peter Herbolzheimers gruppe Rhythm Combination and Brass. Sammen med konen Marion Kaempfert og søsteren Jette Botschinsky oprettede han pladeselskabet M-A Music. Her udgav han bl.a. LP'en Duologue med Niels-Henning Ørsted Pedersen.